# Dalbergia fouilloyana
Dalbergia fouilloyana är en ärtväxtart som beskrevs av François Pellegrin. Dalbergia fouilloyana ingår i släktet Dalbergia, och familjen ärtväxter. Inga underarter finns listade i Catalogue of Life.